# Långnäs (Zweden)
Långnäs een gehucht binnen de Zweedse gemeente Piteå. Het ligt op de kruising van een tweetal plaatselijke wegen in dit gebied. Het deelt haar naam met het noorden van de Svensbyfjärd dat Långnäsfjärd heet.
Långnäs is een van de oudste dorpen in dit gebied. In de 14e eeuw werden bewoners uit de buurt van Stockholm hiernaartoe gehaald om zich te vestigen. De restanten van die nederzetting liggen langs het kleine riviertje Klockån.
Långnäs moet niet verward worden met de gelijknamige veerhaven op Åland.
Bestuurscentrum: Piteå
Tätort: Bergsviken · Blåsmark · Böle · Hemmingsmark · Hortlax · Jävre · Lillpite · Norrfjärden · Roknäs · Rosvik · Sikfors · Sjulsmark · Svensbyn. 
Småort: Arnemark · Bertnäs · Bertnäs · Edet  · Grundvik · Holmträsk · Koler · Kopparnäs · Långträsk · Maran en Skatan · Näsudden en Berget · Nybyn · Ön · Pålberget · Pite havsbad · Storsund · Svedjan en Träsket · Liden · (Yttrefjärd östra strandbad)
Overig: Borgfors · Flötuträsk · Granträskmark · Gråträsk · Högsböle · Högsböleskiftet · (Infjärden) · Jävrebodarna · Klubbfors · Kvarnbäcken · Långnäs · Munksund · Pitsund · Sjulnäs